# 京津冀协同发展领导小组
京津冀协同发展领导小组，是中华人民共和国国务院成立的国务院议事协调机构，以推进“京津冀协同发展”。

## 沿革
2014年2月26日，中共中央总书记习近平在听取京津冀协同发展专题汇报时，提出把京津冀协同发展上升成为国家战略，并且建议成立京津冀协同发展领导小组和京津冀协同发展专家咨询委员会，以协助中央科学决策。
2014年6月，“京津冀协同发展专家咨询委员会”正式成立，徐匡迪任组长，国务院发展研究中心主任李伟、中国工程院院士邬贺铨任副组长。
2014年8月2日，中华人民共和国国土资源部副部长胡存智在2014崇礼-中国城市发展国际论坛上证实，国务院最近已经成立“京津冀协同发展领导小组”及其办公室，国务院副总理张高丽任组长。
2014年起，按照京津冀协同发展领导小组的总体部署，京津冀协同发展领导小组办公室会同中共中央、国务院30多个部门、三省市以及京津冀协同发展专家咨询委员会，多次深入调查研究、科学论证功能定位；组织专门班子，编制形成了《京津冀协同发展规划纲要》稿。2015年4月30日，中共中央政治局召开会议，审议通过了《京津冀协同发展规划纲要》。
京津冀协同发展领导小组成立后，北京市、天津市、河北省也分别成立了北京市推进京津冀协同发展领导小组、天津市京津冀协同发展领导小组、河北省推进京津冀协同发展领导小组。
2023年中共二十大之后，中共中央决定将该领导小组并入中央区域协调发展领导小组来统管。中央区域协调发展领导小组办公室设在国家发展改革委。

## 职责
京津冀协同发展领导小组的职能，主要集中于顶层设计，并有一些高层次协调职能。常设的京津冀协同发展领导小组办公室侧重于制定操作层面的规划，及落实京津冀协同发展领导小组的顶层设计和重大决策。

## 组成人员
京津冀协同发展领导小组由相关的国务院各部委参加，京津冀至少由分管领导参加。

| 2014年成立时的组成人员是： 组长 - 张高丽（国务院副总理） 副组长 - 王沪宁（中央政策研究室主任、中央全面深化改革领导小组办公室主任） - 孙春兰（天津市委书记） - 郭金龙（北京市委书记） - 王勇（国务委员） - 徐匡迪（原上海市市长） 成员 （不详） | 2018年调整后的组成人员是： 组长 - 韩正（国务院副总理） 副组长 - 李鸿忠（天津市委书记） - 蔡奇（北京市委书记） - 王勇（国务委员） 成员 （不详） |

## 办事机构
国家发展和改革委员会地区经济司（简称国家发展改革委地区司），与京津冀协同发展领导小组办公室（简称京津冀协同办）合署办公，加挂国家促进中部地区崛起工作办公室牌子，是中华人民共和国国家发展和改革委员会内设机构。
国务院西部地区开发领导小组办公室、粤港澳大湾区建设领导小组办公室、推进海南全面深化改革开放领导小组办公室设在国家发展改革委，由国家发展改革委地区经济司承担日常工作。

### 职责
根据有关规定，国家发展和改革委员会地区经济司承担下列职能：
1. 推进落实区域协调发展战略，组织拟订区域规划和政策。
2. 推进实施西部开发、东北振兴、中部崛起、东部率先发展和京津冀协同发展、粤港澳大湾区建设、海南全面深化改革开放的战略、规划及重大政策，指导推进雄安新区建设，承担相关领导小组日常工作。
3. 承担国家级新区规划布局工作。协调国土整治、开发利用和保护政策。
4. 推进重点流域综合治理和流域经济发展。
5. 承担实施海洋强国战略有关工作。

### 机构设置
根据有关规定，国家发展和改革委员会地区经济司设置下列机构：
- 综合处
- 体制处
- 区域规划处
- 区域政策与区域合作处
- 西部地区农林生态处
- 西部地区经济发展处
- 西部地区社会发展处
- 流域治理与发展处
- 贫困地区发展处
- 中部地区发展处
- 中部地区政策体制处
- 京津冀协同发展处
- 粤港澳大湾区建设协调一处
- 粤港澳大湾区建设协调二处
- 海南一处
- 海南二处

### 历任领导
京津冀协同发展领导小组办公室设在国家发展改革委地区经济司。历任办公室主任、副主任是：

| 主任 - 徐绍史（2014年－2017年，国家发展改革委主任兼） - 何立峰（2017年－，国家发展改革委主任兼） | 副主任 |